# The Detective
The Detective (em Portugal, O Detective) foi uma minissérie britânica de 1985, produzida e inicialmente emitida pela BBC; em Portugal foi emitida nos anos 80 pela RTP. A série foi adaptada a partir do romance com o mesmo nome de Paul Ferris, publicado em 1976.

## Sinopse
Tom Bell desempenha o papel de Kenneth Crocker, um rígido e incorrupto detective da polícia.
Num ambiente de conflito entre o governo e os sindicatos, ele é encarregue de uma operação, aparentemente para descobrir provas identificando um sindicalista radical, do grupo Militant, como cliente de uma rede de prostituição ilegal. No entanto, quem acaba por ser identificado pela investigação é um membro do governo, levando a um conflito entre Crocker (que quer continuar a investigar o caso) e os seus superiores.